# Джайляу
Джайля́у (жайла) — літнє пасовисько в горах Центральної Азії, Алтаю, Кавказу. Літні гірські пасовиська в Криму зазвичай називаються яйлами. Розташовуються звичайно на пласких гірських хребтах або в широких річкових долинах й улоговинах, переважно в альпійських і субальпійських висотних поясах.
Відгінне тваринництво дозволяє людям, які зайсаються тваринництвом у гірських районах, використовувати пасовища на гірських луках у ті пори року, коли вони найбільш продуктивні. Упродовж однієї частини року стада утримуються на гірських пасовищах, упродовж іншої — на долинних землях. Зокрема, ритми сезонного вертикального кочування розповсюджені в сільській місцевості в Азербайджані, Киргизстані, Таджикистані й Туреччині.